# کلوین هوفلر
کلوین هوفلر (انگلیسی: Kelvin Hoefler؛ زادهٔ ۱۰ فوریهٔ ۱۹۹۴) اسکیت‌بردباز اهل برزیل است.
وی در مسابقات کشوری و بین‌المللی در مجموع برندهٔ ۲ مدال طلا، ۱ مدال نقره و ۱ مدال برنز شده‌است.